# Világnaptár
A világnaptár egy, a ma használatos naptárnál jóval egyszerűbb, mégis jobban használható naptártervezet.
A világnaptár Elisabeth Achelis javaslatára a The World Calendar Association gondozásában jelent meg 1930-ban. A szervezet azóta több alkalommal kampányolt a bevezetéséért, sikertelenül.

## Alapelvek
A világnaptár egy 12 hónapos öröknaptár. A mostani, évenként változó naptárunkhoz képest minden évben ugyanaz marad.
Sajnos az egy évet kitevő 365 napunk a jelenlegi, hétnapos héttel maradéktalanul nem osztható, a maradék mindig 1. További nehézséget jelentenek a szökőévek.
Ezeket a nehézségeket úgy oldja meg a világnaptár, hogy szakít a hétnapos időegységek általános használatával. December 30-a után minden év egy világnappal végződik, ez az év 365. napja. Ez a nap teljesen független, nem része az adott hétnek. Szökőévek esetén ugyanígy egy, az adott héttől független szökőnapot iktat be június 30-a után.

## Az előnyök
- Minden év ugyanolyan.
- A negyedévek egyformák, összesen 91 naposak, 13 hétből és 3 hónapból állnak.
- A negyedévek hónapjai rendre 31, 30 és 30 naposak.
- Minden hónapban ugyanannyi munkanap van (ha a szombatokat is ide vesszük, az eredeti tervezetnek megfelelően).
- Minden év vasárnappal kezdődik, tehát az év első munkanapja mindig hétfőre esik.
- Minden negyedév vasárnappal kezdődik.
- A 365. és 366. nap kezelése a fent már említett módon történik.
- A hónap napjai mindig ugyanarra a napra esnek, tehát például a kedden születettek születésnapja mindig kedden van.
- Rendkívül egyszerű, könnyen megjegyezhető rendszer, szemben a ma használatos naptárral, amelyet laikusok össze sem tudnának állítani.
- Nincs szükség a bonyolult számításokra, mint például az amerikai választás napja (Election Day), amely „a november első hétfője utáni kedden” van. Ez az új naptárban mindig november 7-re esik.
- Statisztikai szempontból könnyebb és pontosabb a negyedévek összehasonlítása, ugyanis mind 91 napos.
- Könnyebb kezelni a hónapok napjainak változását, mert csak a negyedévek első hónapjai 31 naposak, és nincs rövidebb hónap, mint most a február.
- Környezetbarát: az egyszer megvásárolt naptár öröknaptárként alkalmazható, az egyszer kinyomtatott határidőnaplók bármelyik évben ugyanúgy használhatóak.
- Könnyű az áttérés a jelenlegi naptárról, mert csak néhány napot érint az átállás. Gyakorlatilag bármelyik olyan évben könnyedén át lehetne állni, amely vasárnappal kezdődik.

## A hátrányok
- A vallási közösségek nehezen fogják elfogadni a vallási ünnepek hagyományos elhelyezkedése miatt.
- Számos vallási közösséget elriaszt a hét alapú rendszeren kívüli napok, a világnap és a szökőnap lehetősége. Ezt a tervezet védői azzal próbálják megoldani, hogy ezeket a napokat is vasárnapnak tekintik. Mivel utánuk ismét vasárnap következne, a világnaptárban évente legalább egyszer, szökőévekben pedig kétszer két vasárnap következik egymás után (double sabbath).
- A hét első napja mindig vasárnap (emiatt a tervezet nem kompatibilis a ma elfogadott ISO 8601 szabvánnyal sem).
- Minden évben négy péntek 13-a van.

## A naptár felépítése
| V  | H  | K  | S  | C  | P  | S  |
| -- | -- | -- | -- | -- | -- | -- |
| 1  | 2  | 3  | 4  | 5  | 6  | 7  |
| 8  | 9  | 10 | 11 | 12 | 13 | 14 |
| 15 | 16 | 17 | 18 | 19 | 20 | 21 |
| 22 | 23 | 24 | 25 | 26 | 27 | 28 |
| 29 | 30 | 31 |    |    |    |    |

| V  | H  | K  | S  | C  | P  | S  |
| -- | -- | -- | -- | -- | -- | -- |
|    |    |    | 1  | 2  | 3  | 4  |
| 5  | 6  | 7  | 8  | 9  | 10 | 11 |
| 12 | 13 | 14 | 15 | 16 | 17 | 18 |
| 19 | 20 | 21 | 22 | 23 | 24 | 25 |
| 26 | 27 | 28 | 29 | 30 |    |    |

| V  | H  | K  | S  | C  | P  | S  |
| -- | -- | -- | -- | -- | -- | -- |
|    |    |    |    |    | 1  | 2  |
| 3  | 4  | 5  | 6  | 7  | 8  | 9  |
| 10 | 11 | 12 | 13 | 14 | 15 | 16 |
| 17 | 18 | 19 | 20 | 21 | 22 | 23 |
| 24 | 25 | 26 | 27 | 28 | 29 | 30 |

| V  | H  | K  | S  | C  | P  | S  |
| -- | -- | -- | -- | -- | -- | -- |
| 1  | 2  | 3  | 4  | 5  | 6  | 7  |
| 8  | 9  | 10 | 11 | 12 | 13 | 14 |
| 15 | 16 | 17 | 18 | 19 | 20 | 21 |
| 22 | 23 | 24 | 25 | 26 | 27 | 28 |
| 29 | 30 | 31 |    |    |    |    |

| V  | H  | K  | S  | C  | P  | S  |
| -- | -- | -- | -- | -- | -- | -- |
|    |    |    | 1  | 2  | 3  | 4  |
| 5  | 6  | 7  | 8  | 9  | 10 | 11 |
| 12 | 13 | 14 | 15 | 16 | 17 | 18 |
| 19 | 20 | 21 | 22 | 23 | 24 | 25 |
| 26 | 27 | 28 | 29 | 30 |    |    |

| V  | H  | K  | S  | C  | P  | S   |
| -- | -- | -- | -- | -- | -- | --- |
|    |    |    |    |    | 1  | 2   |
| 3  | 4  | 5  | 6  | 7  | 8  | 9   |
| 10 | 11 | 12 | 13 | 14 | 15 | 16  |
| 17 | 18 | 19 | 20 | 21 | 22 | 23  |
| 24 | 25 | 26 | 27 | 28 | 29 | 30  |
|    |    |    |    |    |    | SzN |

| V  | H  | K  | S  | C  | P  | S  |
| -- | -- | -- | -- | -- | -- | -- |
| 1  | 2  | 3  | 4  | 5  | 6  | 7  |
| 8  | 9  | 10 | 11 | 12 | 13 | 14 |
| 15 | 16 | 17 | 18 | 19 | 20 | 21 |
| 22 | 23 | 24 | 25 | 26 | 27 | 28 |
| 29 | 30 | 31 |    |    |    |    |

| V  | H  | K  | S  | C  | P  | S  |
| -- | -- | -- | -- | -- | -- | -- |
|    |    |    | 1  | 2  | 3  | 4  |
| 5  | 6  | 7  | 8  | 9  | 10 | 11 |
| 12 | 13 | 14 | 15 | 16 | 17 | 18 |
| 19 | 20 | 21 | 22 | 23 | 24 | 25 |
| 26 | 27 | 28 | 29 | 30 |    |    |

| V  | H  | K  | S  | C  | P  | S  |
| -- | -- | -- | -- | -- | -- | -- |
|    |    |    |    |    | 1  | 2  |
| 3  | 4  | 5  | 6  | 7  | 8  | 9  |
| 10 | 11 | 12 | 13 | 14 | 15 | 16 |
| 17 | 18 | 19 | 20 | 21 | 22 | 23 |
| 24 | 25 | 26 | 27 | 28 | 29 | 30 |

| V  | H  | K  | S  | C  | P  | S  |
| -- | -- | -- | -- | -- | -- | -- |
| 1  | 2  | 3  | 4  | 5  | 6  | 7  |
| 8  | 9  | 10 | 11 | 12 | 13 | 14 |
| 15 | 16 | 17 | 18 | 19 | 20 | 21 |
| 22 | 23 | 24 | 25 | 26 | 27 | 28 |
| 29 | 30 | 31 |    |    |    |    |

| V  | H  | K  | S  | C  | P  | S  |
| -- | -- | -- | -- | -- | -- | -- |
|    |    |    | 1  | 2  | 3  | 4  |
| 5  | 6  | 7  | 8  | 9  | 10 | 11 |
| 12 | 13 | 14 | 15 | 16 | 17 | 18 |
| 19 | 20 | 21 | 22 | 23 | 24 | 25 |
| 26 | 27 | 28 | 29 | 30 |    |    |

| V  | H  | K  | S  | C  | P  | S  |
| -- | -- | -- | -- | -- | -- | -- |
|    |    |    |    |    | 1  | 2  |
| 3  | 4  | 5  | 6  | 7  | 8  | 9  |
| 10 | 11 | 12 | 13 | 14 | 15 | 16 |
| 17 | 18 | 19 | 20 | 21 | 22 | 23 |
| 24 | 25 | 26 | 27 | 28 | 29 | 30 |
|    |    |    |    |    |    | VN |

## Egyéb tervezetek
Egy világnaptár javaslata Isaac Asimovnak is van. Több világnaptárt is kidolgoztak, amelyek általában jobban kezelhetőek, illetve észszerűbbek a mai naptárnál, globális bevezetésük azonban azért kérdéses, mert ehhez világméretű közmegegyezésre volna szükség.